# Залізня
Залі́зня — село в Україні, у Новогуйвинській селищній територіальній громаді Житомирського району Житомирської області. Населення становить 177 осіб (2001).

## Географія
Село розташоване у мальовничій місцині, по обох берегах річки Гнилоп'яті, на кордоні з територією 37 загальновійськового полігону Міністерства оборони України. На північний захід від села на території полігону бере початок річка Кривуха. У селі річка Руда Кам'янка впадає у Гнилоп'ять.

## Історія
В історичній літературі згадується назва населеного пункту Мократіца, поблизу Троянова, який згідно ревізії у 1545 році належав землевласникам Грицьку Івашковичу та Стецьку Гнєвошевичу Вороничам.
Село Залізняк (польськ. Zielezniak, Żeleźniaki, Żeleźnice, Żelazna) згадується в документах 1609 року, де йдеться про втечу селян троянівського дідича Олександра Грицьковича Воронича (польськ. Alexander Hryćkowicz  Wrona) до маєтків Романа Ружинського. У 1612 році декілька селян втекли до маєтку Михайла Вишневецького. Наступна втеча відбулась 1614 року, цього разу до м. Сквири.
У 1646 році шляхтич Войтех Лесецький позивався на власника Желізняку київського скарбника Даніеля Ярему Воронича (польськ. Jerzy Daniel Woronicz), який на три роки віддав під заставу третину села разом із селянами та млин мократицький з млинарем Процьком на р. Пяті, але продовжував збирати з них різні податки. Це привело людей до зубожіння і вони були змушені піти наймитами по іншим селам. Окрім того, пан Воронич уклав договір з Флоріаном Радзиминським, за яким надав дозвіл побудувати двір з винницею на заставній землі. Через постійну потребу дров для виробництва горілки, Радзиминський заборонив селянам вирубувати в бору дерева для обігріву домів, а лиш виділяв маленьку частку.
У липні того ж року, велика гребля поблизу млина була вщент розтрощена, але пан Воронич не захотів її реставрувати власним коштом.
У XVIII та XIX століттях відоме, як слобода Железняки, значну частину населення якого становили старообрядці.
У селі проживала значна кількість старообрядців попівської гілки. За переказами, їхні предки прибули на Житомирщину з замосковських місцевостей, з міста Рильськ та Гуслиць. Громада старообрядців Древлеправославної церкви Білокриницької ієрархії (офіційна назва з 1988 р. — Руська Православна Старообрядська Церква) попівської гілки старообрядництва, сформувалася у с. Желізняки ще у XIX ст. У 1875 році общиною старообрядців, що діяла у селі, було споруджено дерев'яну Свято-Покровську церкву, яка збереглась аж до 2000 років. Церква була закрита у 1936 році, пізніше діяла з 1945 по 1949 рр., а в подальшому її приміщення рішенням виконкому Троянівської райради було передано сільській раді для використання під клуб.
На 1906 рік у селі налічувалось 57 дворів, у яких проживало 355 чоловік.
На кінець 1922 року у селі Желізняки наявно 197 дворів, населення складало 991 чоловік. З 1923 р. по 12.05.1958 р. село було центром Залізнянської (Желізняцької) сільської ради Троянівського та Житомирського районів, до складу якої входило також село Головенка. З 1958 р. до 1996 р. село входило до складу Троянівської сільської ради Коростишіського (1962-1965 рр.), а з 04.01.1965 р. — Житомирського району. Зі створенням Головенківської сільської ради (17.04.1996 р.) війшло до її складу.
22 листопада 1921 р. через Железняки, вертаючись з Листопадового рейду, проходила Подільська група (командувач Сергій Чорний) Армії Української Народної Республіки.
З 1945 року на території населеного пункту розташовувалась бригада колгоспу «Більшовик», пізніше перейменованого у колгосп «Світанок» (правління у с. Троянів), яка займалась тваринництвом та рослинництвом. Діяла кузня, у якій не лише ремонтували колгоспну техніку, а й задовольняли ковальсько-слюсарні потреби населення. Працювали школа-восьмирічка, у якій навчались діти селян, фельдшерський пункт, магазин Укоопспілки, сільський клуб.
Село постраждало внаслідок геноциду українського народу, проведеного урядом СССР 1932—1933. Наразі відомо про 17 жертв.
12 червня 2020 року, відповідно до розпорядження Кабінету Міністрів України № 711-р «Про визначення адміністративних центрів та затвердження територій територіальних громад Житомирської області», територію та населені пункти Головенківської сільської ради включено до складу Новогуйвинської селищної територіальної громади Житомирського району Житомирської області.
19 липня 2020 року, в результаті адміністративно-територіальної реформи та ліквідації Житомирського району (1939—2020), село увійшло до складу новоутвореного Житомирського району.